# Stanchfield
Stanchfield – jednostka osadnicza w Stanach Zjednoczonych, w stanie Minnesota, w hrabstwie Isanti.